# Театральная площадь (Тирасполь)
Театра́льная пло́щадь — одна из четырёх площадей столицы Приднестровья.

## История
Появилась в 1934 году после
открытия в Тирасполе — тогдашней столице Молдавской АССР — драматического театра (архитектор Г. М. Готгельф).
Во время Великой Отечественной войны здание театра и сама площадь сильно пострадали. Современный вид площадь приобрела в 1960-х годах, после воссоздания (реконструкции) Тираспольского русского театра драмы и комедии имени Горького (ныне — Республиканский театр драмы и комедии им. Н. С. Аронецкой). Реконструкция была завершена в 1963 году (архитекторы И. Л. Шмурун и Д. И. Палатник).

## Местоположение
Театральная площадь ограничена с восточной стороны зданием Республиканского театра драмы и комедии им. Н. С. Аронецкой, с юго-западной и западной сторон — корпусами Приднестровского государственного университета. Театральная площадь замыкает с восточной стороны перспективу Покровской улицы.

## Галерея

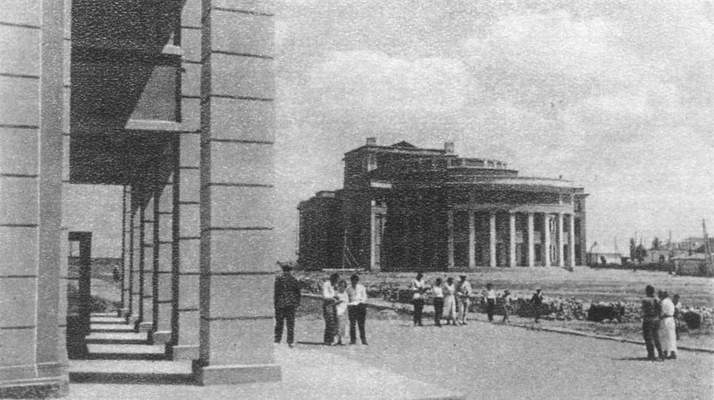
Театральная пл. после Великой Отечественной войны